# Závišínský potok
Závišínský potok este o arie protejată (sit de importanță comunitară — SCI) din Republica Cehă întinsă pe o suprafață de 30,74 ha, integral pe uscat.

## Localizare
Centrul sitului Závišínský potok este situat la coordonatele 49°32′11″N 13°49′21″E / 49.536389°N 13.8225°E.

## Înființare
Situl Závišínský potok a fost declarat sit de importanță comunitară în aprilie 2005 pentru a proteja 1 specie de animale.

## Biodiversitate
Situată în ecoregiunea continentală, aria protejată nu include niciun habitat protejat.
La baza desemnării sitului se află o specie protejată de  pești: zglăvoacă (Cottus gobio).